# Nikolskayana
Nikolskayana is een geslacht van vliesvleugeligen uit de familie Pteromalidae. De wetenschappelijke naam van dit geslacht is voor het eerst geldig gepubliceerd in 1965 door Boucek.

## Soorten
Het geslacht Nikolskayana is monotypisch en omvat slechts de volgende soort:
- Nikolskayana mirabilis Boucek, 1965